# Nasser Khalili
Sir Nasser David Khalili (in persiano ناصر داوود خلیلی‎; Esfahan, 8 dicembre 1945) è un collezionista d'arte, filantropo e imprenditore iraniano naturalizzato britannico.

## Biografia
Nato in una famiglia ebraica di mercanti, si  trasferì, con la famiglia, a Teheran all'età di cinque anni, e all'età di otto accompagnava il padre nelle sue transazioni. Completato il servizio militare, nel 1967 andò a vivere negli Stati Uniti d'America. Studiò informatica al Queens College dell'Università di New York ottenendo un dottorato in arte islamica, nel 1988, con una tesi sulla lacca islamica presso la School of Oriental and African Studies.
Iniziò la sua carriera di collezionista a New York, passando alcuni mesi a Londra, negli anni 1970. Nell'1995, fondò la Maimonides Foundation ed è ambasciatore di buona volontà per l'UNESCO. Possiede le nazionalità britannica e statunitense e una delle collezioni di arte islamica più importanti al mondo, la Collezione Khalili di arte islamica.